# Деняса
Деняса (рум. Dăneasa) — село у повіті Олт в Румунії. Входить до складу комуни Деняса.
Село розташоване на відстані 126 км на захід від Бухареста, 35 км на південний схід від Слатіни, 62 км на схід від Крайови.

## Населення
За даними перепису населення 2002 року у селі проживала 1461 особа.
Національний склад населення села:
| Національність | Кількість осіб | Відсоток |
| -------------- | -------------- | -------- |
| румуни         | 1393           | 95,3%    |
| цигани         | 67             | 4,6%     |

Рідною мовою назвали:
| Мова      | Кількість осіб | Відсоток |
| --------- | -------------- | -------- |
| румунська | 1428           | 97,7%    |
| циганська | 32             | 2,2%     |